# Шерон (Тенеси)
Шерон (енгл. Sharon) град је у америчкој савезној држави Тенеси.

## Демографија
По попису из 2010. године број становника је 944, што је 44 (-4,5%) становника мање него 2000. године.
| Група             | 2000.       | 2010.       |
| Белци             | 879 (89,0%) | 834 (88,3%) |
| Афроамериканци    | 101 (10,2%) | 87 (9,2%)   |
| Азијати           | 0 (0,0%)    | 1 (0,1%)    |
| Хиспаноамериканци | 4 (0,4%)    | 10 (1,1%)   |
| Укупно            | 988         | 944         |